# Kurzy traktor

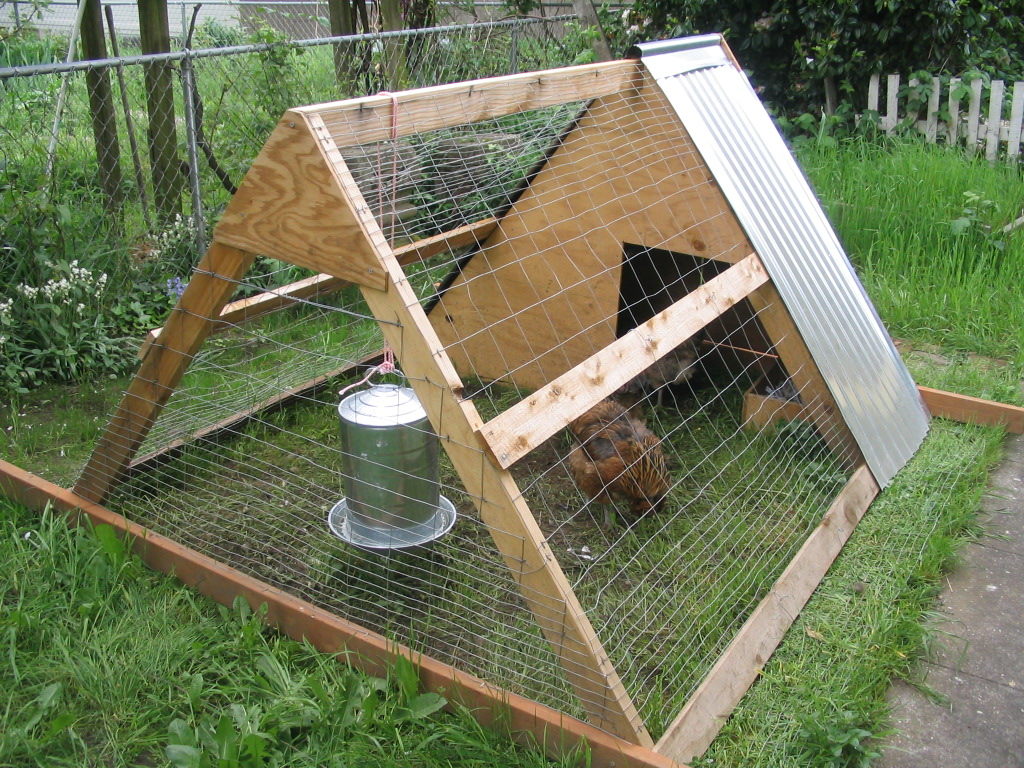
Kurzy traktor domowej roboty, bez kół, mieszczący kilka kur.

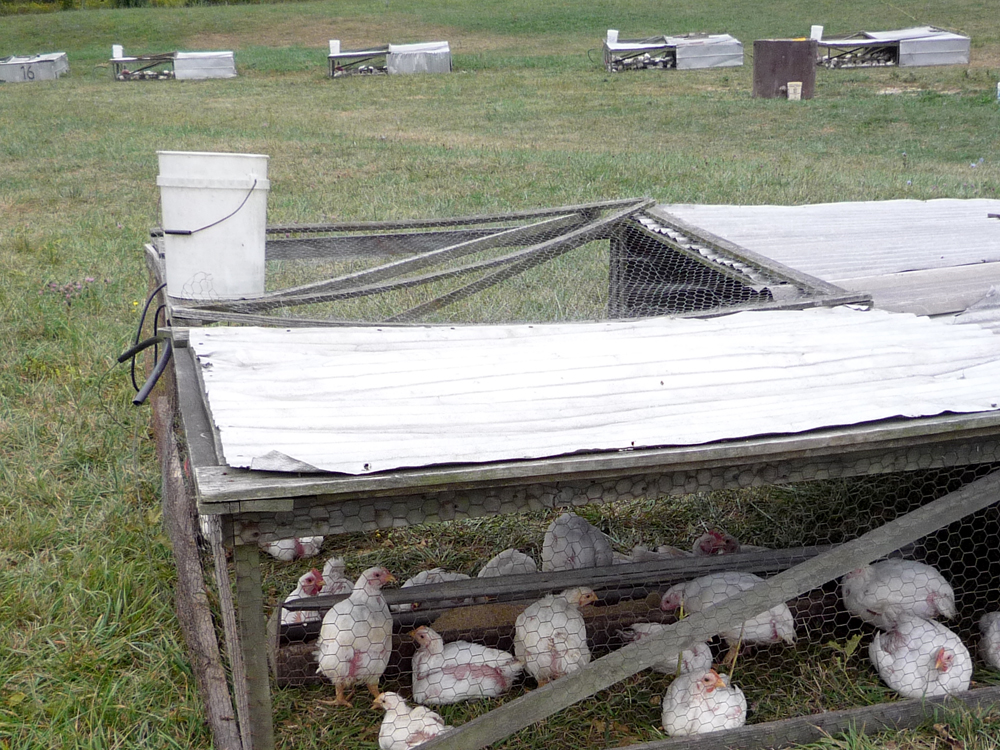
Brojlery w kurzym traktorze na dużej farmie.

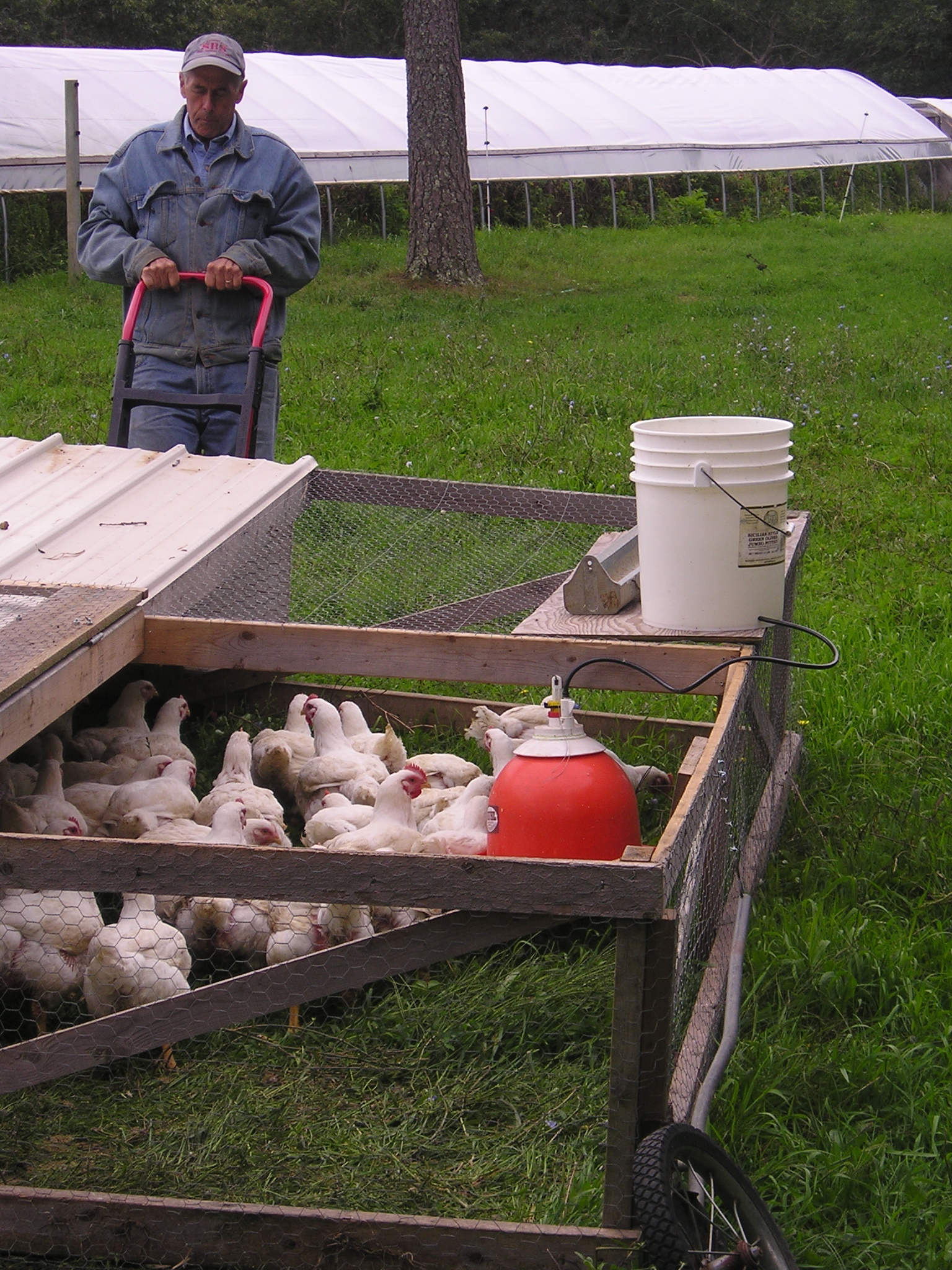
Przemieszczanie kurzego traktora na farmie na wyspie Martha’s Vineyard

Kurzy traktor – przenośny kurnik bez podłogi. W kurzych traktorach mogą przebywać też inne gatunki drobiu. Wiele kurzych traktorów to lekkiej konstrukcji ramy z siatką o kształcie trójkątnym, do których przeniesienia wystarczy jedna osoba. Na jednym lub na obu końcach klatki mogą być dodane kółka. Kurze traktory bywają parterowe, z wybiegiem obok części zadaszonej; oraz dwukondygnacyjne, z wybiegiem pod spodem.
Termin kurzy traktor nawiązuje do funkcji nowoczesnego ciągnika, które tutaj są spełniane przez kury: kopanie, odchwaszczanie i przygotowywanie ziemi do sadzenia drzew czy upraw, lub nawożenie rejonu już obsadzonego.

## Korzyści
Kurze traktory zapewniają kurom bezpieczeństwo i dostęp do świeżej trawy, chwastów, owadów (np. czerwi much) i pasożytów (chociaż zostaną one szybko zjedzone, jeśli traktor pozostanie w tym samym miejscu dłuższy czas), co wzbogaca ich dietę i częściowo uniezależnia od dokarmiania. W przeciwieństwie do stacjonarnych kurników, kurze traktory nie mają podłóg, dzięki czemu nie trzeba ich czyścić. Naśladują naturalny, symbiotyczny cykl życiowy, gdzie ptaki zjadają nasiona, rośliny i pozostawiają nawóz w postaci odchodów, po czym przenoszą się w inny rejon. W trakcie oczyszczania gleby kury będą też znosić zdrowsze jaja niż kury trzymane na jednym wybiegu.
Stosując kurze traktory rolnicy mogą hodować drób w systemie rolnictwa ekstensywnego, gdzie ptaki mają dostęp do świeżego powietrza, słońca, mają zapewnioną paszę, czego brakuje kurom w chowie klatkowym. Ponieważ klatka jest na danym (małym) terenie tylko przez kilka dni, rośliny mogą odrosnąć i wykarmić więcej ptaków, niż gdyby kury mogły przemieszczać się swobodnie po całym terenie. Kurzy traktor zapewnia też schronienie przed deszczem, wiatrem i drapieżnikami. Co więcej, kury znoszą jajka w przeznaczonych do tego pomieszczeniach, zamiast ukrywać się w krzakach.

## Użycie
Kurzy traktor może być używany zarówno w małym ogródku przydomowym, jak i na większym terenie.
Kurze traktory są popularne w rolnictwie organicznym, zwłaszcza wśród zwolenników permakultury, ze względu na znikomy wkład ludzkiej pracy potrzebnej do uprawy roli przy użyciu zwierząt. Kurzy traktor znalazł się w 2000 roku na pokazowej farmie Iowa State University Allee Demonstration Farm, był znany w Australii (kolebce permakultury), w Japonii w 2004 tylko na skalę ogrodów, nie przemysłową, wykorzystywany jest w ekowiosce Island Cohousing w centrum wyspy Martha’s Vineyard w stanie Massachusetts w USA.